# Rudolf Huch

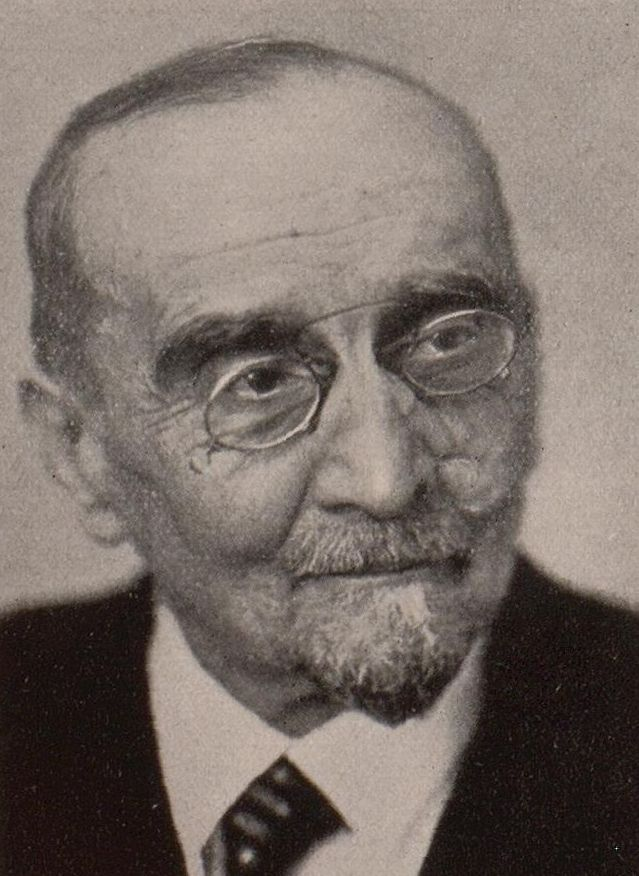
Rudolf Huch, fotografiert von Magnus Merck.

Rudolf Huch (* 28. Februar 1862 in Porto Alegre; † 13. Januar 1943 in Bad Harzburg), Pseudonym A. Schuster, war ein deutscher Jurist, Essayist und Autor vornehmlich satirischer Romane und Erzählungen, aber auch von Erziehungs- und Bildungsromanen. Sein Hauptthema ist hier wie dort der Weg des deutschen Bürgertums vom provinziellen Kleinbürgertum zur Bourgeoisie.

## Leben
Der ältere Bruder von Ricarda Huch und Vetter Friedrich Huchs wuchs als Sohn eines Großkaufmanns in Braunschweig auf. Nach Jurastudium in Heidelberg und Göttingen, wo er sich dem Corps Brunsviga anschloss, ließ Huch sich 1888 als Rechtsanwalt und Notar in Wolfenbüttel nieder. Ab 1897 lebte und wirkte er, nur durch einen Aufenthalt in Helmstedt von 1915 bis 1920 unterbrochen, in Bad Harzburg.

## Werk
Als Schriftsteller machte Huch hauptsächlich als Erzähler in der Nachfolge Goethes, Kellers und Raabes auf sich aufmerksam. Er selbst, der besonders in Wilhelm Raabe sein Vorbild erkannte, sah sich als „Romantiker von Geblüt“. Sein großes in weiten Teilen satirisch-zeitkritisches Erzählwerk, zu dem auch mehrere autobiographische Schriften gehören, fand in der ersten Hälfte des 20. Jahrhunderts ein breites Publikum.
Zuvor erreichte bereits der „schmerzlich-satirische“ (Seidel) Roman Aus dem Tagbuch eines Höhlenmolchs (1896), in dem er das Spießbürgertum, welchem er in Braunschweig und Wolfenbüttel begegnet war, anprangert und sein Essay über Nietzsche-Kult, Ibsen und den in der Literatur aufgekommenen Naturalismus, der zum Schluss Mehr Goethe! (1899) kommt, einige Bekanntheit. Huch stellt in letzterem die These auf, dass der „Zarathustra […] moderne, wesentlich von Damen bereitete Lesekost“ weit mehr beeinflusst habe als der Götz von Berlichingen und Die Leiden des jungen Werthers. Sein Ruf nach Mehr Goethe ist gleichsam auch der nach mehr „Natur, Gesundheit, Vernunft, Mäßigung und Ordnung“ (Brauneck). In der frühen Schaffensphase schrieb Huch auch noch für das Theater, vornehmlich Lustspiele. Auch Tragödien wie der frühe Menschenfreund (1895) und ein Märchenspiel erschienen im Druck.
Unter den allein um die dreißig hauptsächlich satirischen Romanen des Autors sind es jedoch gerade die dem Entwicklungs- und Bildungsroman zuzuordnenden Gesellschaftsstudien Die beiden Ritterhelm (1908) und Die Familie Hellmann (1917), denen die Literaturkritik auch noch lange nach seinem Ableben die größte Bedeutung beimisst. Der Roman um Familie Hellmann wurde von der zeitgenössischen Literaturkritik als „außerordentliche Darstellung der Entwicklung des deutschen Bürgertums an der entscheidenden Wende des Weltkriegs“ gewürdigt und war auch beim Publikum ein großer Erfolg – innerhalb weniger Jahre wurde Die Familie Hellmann über zwanzig Mal wiederaufgelegt. Die „menschlich tief ergreifende“ Schilderung, die die Kritik in Bezug auf den Hellmann-Roman besonders hervorhob, war eine der Stärken des glänzenden Erzählers Huchs, dessen Humor, Ironie und feine Beobachtungsgabe weitere Attribute waren, welche Kritik und Leserschaft gleichermaßen an ihm schätzten. Aufgrund dieser wurde z. B. auch der Schelmenroman Wilhelm Brinkmeyers Abenteuer, von ihm selbst erzählt (1911), der auch heute noch als zeitloses Stück Unterhaltungsliteratur bestehen kann, hochgelobt.
Die Erzählung Der tolle Halberstädter (1910), dessen Titelhelden-Vorbild der als „Toller Christian“ (1599–1626) bekannt gewordene Sohn des Herzogs Heinrich Julius von Braunschweig (1564–1613) war, sein Lied der Parzen (1920) und der Bad-Honnef-Roman Spiel am Ufer (1927) sind nur einige wenige weitere der vielen erzählerischen Erfolge Huchs.
Daneben betätigte sich Huch zeitlebens weiter als kulturkritischer Essayist und veröffentlichte wie seine Schwester Ricarda Beiträge zur Literatur- und Geschichtswissenschaft. Der Aphorismus war eine weitere Ausdrucksform des Schriftstellers, dessen vielfache Kultur- und Gesellschaftskritik bei allem Spott immer einen konstruktiven, vom Humanismus geprägten Ansatz verkörperte: „Aufrichtigkeit, Mut, Liebe, Geist“ waren Werte die Huch als das wahre Menschentum bezeichnete.
Neben seiner Autorentätigkeit war er auch Herausgeber einer 1920er Reclam-Ausgaben der Schrift Der Kampf ums Recht (1925) von Rudolf von Jhering.
In der Zeit des Nationalsozialismus äußerte sich Huch rassistisch und antisemitisch, auch war er Mitglied der NSDAP. 1933 erfolgte seine Aufnahme in die „gesäuberte“ und gleichgeschaltete Preußische Akademie der Künste, Abteilung für Dichtung, aus der seine Schwester Ricarda Huch aus Protest ausschied. Im selben Jahr unterzeichnete er gemeinsam mit 87 weiteren deutschen Schriftstellern das an Hitler gerichtete Gelöbnis treuester Gefolgschaft. 1934 veröffentlichte er die antisemitische Propagandaschrift Israel und wir im Nationalen Verlag J.G. Huch.  Huch blieb bis zu seinem Lebensende ein vielgedruckter und gehuldigter Schriftsteller. In seinem Todesjahr begann man eine Werkausgabe „im Einvernehmen mit dem Dichter“, die jedoch trotz seines sehr umfangreichen schriftstellerischen Werkes nicht über zwei Bände hinauskam und nach Ende des Zweiten Weltkriegs nicht fortgesetzt wurde. Seine Werke Israel und Wir (1934), Zwiegespräche (1935) und Die grauen Fische (1937) wurden in der Sowjetischen Besatzungszone auf die Liste der auszusondernden Literatur gesetzt.
Heute ist Huch annähernd vergessen. In Bad Harzburg ist eine Straße nach ihm benannt.

### Schriften (Auswahl)

#### Romane
- Aus dem Tagebuch eines Höhlenmolches (1896)
- Komödianten des Lebens (1906)
- Die beiden Ritterhelm (1908)
- Wilhelm Brinkmeyers Abenteuer (1911)
- Talion (1913)
- Junker Ottos Romfahrt (1914)
- Die Familie Hellmann (1917)
- Hans der Träumer (1918)
- Das Lied der Parzen (1918)
- Spiel am Ufer (1927)
- Anno 1922 (Hanseatische Verlagsanstalt Hamburg 1929)

#### Erzählungen
- Der tolle Halberstaedter (1917)
- Der Herr Kammerrat und seine Söhne (1917)
- Altmännersommer (1925)
- Der Herr Neveu und seine Mondgöttin (1926)
- Ein Menschenfreund (1936)
- Kilian und die Kobolde (1942)

#### Dramatik
- Der Menschenfreund (1895)
- Der Kirchenbau (1900)
- Kobolde im Bauernhaus (1901)
- Krankheit (1903)

#### Autobiographie
- Was liegt denn dran? (1898)
- Aus einem engen Leben (1924)
- Mein Weg (1936)

#### Essays, Studien, theoretische Schriften
- Das Berlinertum in Literatur, Musik und Kunst (1894). Digitalisierung: Zentral- und Landesbibliothek Berlin, 2021. URN urn:nbn:de:kobv:109-1-15443140
- Mehr Goethe! (1899)
- Eine Krisis (1904)
- Pfeiffer & Schmidt; Chronik e. Braunschweiger Handelshauses von seinem Ursprung im Jahr 1690 bis zur Gegenwart (1929)
- Israel und wir. Ein Zwiegespräch zwischen einem Alten und einem in mittleren Jahren. Eine Volksaufklärungsschrift. (1934)
- Zwiegespräche (1934)
- Die Tragödie Bismarck (1938)
- William Shakespeare (1942)
- Was ist volkstümlich (in: Der Burglöwe; Braunschweiger Beiträge zur dt. Dichtung 1944)